# Centre-du-Québec

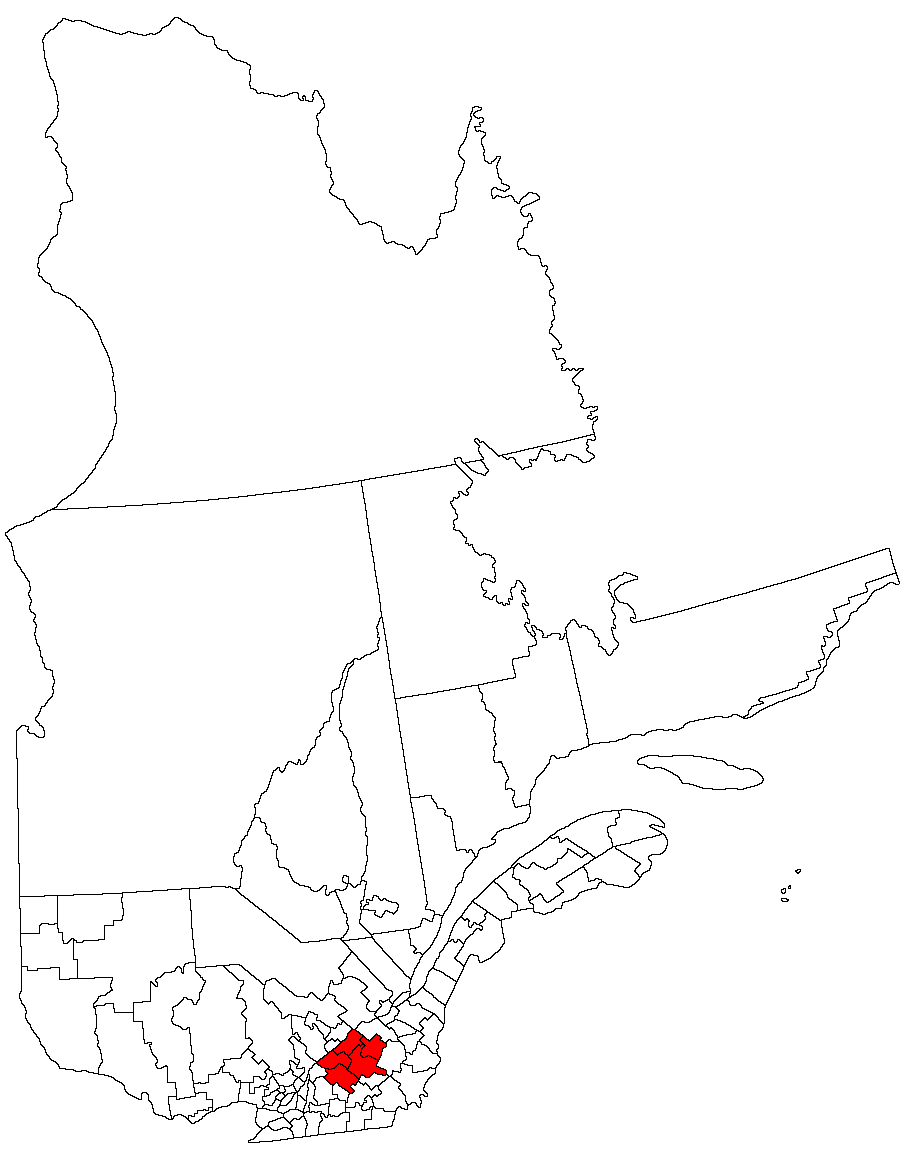
Localização da região administrativa de Centre-du-Québec no Quebec.

O Centre-du-Québec  (em português:  Centro do Quebec) é uma região administrativa da província canadense do Quebec. Sua maior cidade é Drummondville. Está dividida em 5 regionalidades municipais e em 83 municípios.

## Subdivisões

### Regionalidades Municipais
- Arthabaska
- Bécancour
- Drummond
- L'Érable
- Nicolet-Yamaska

### Reservas Indígenas
- Odanak
- Wôlinak